# Гиперпоточность

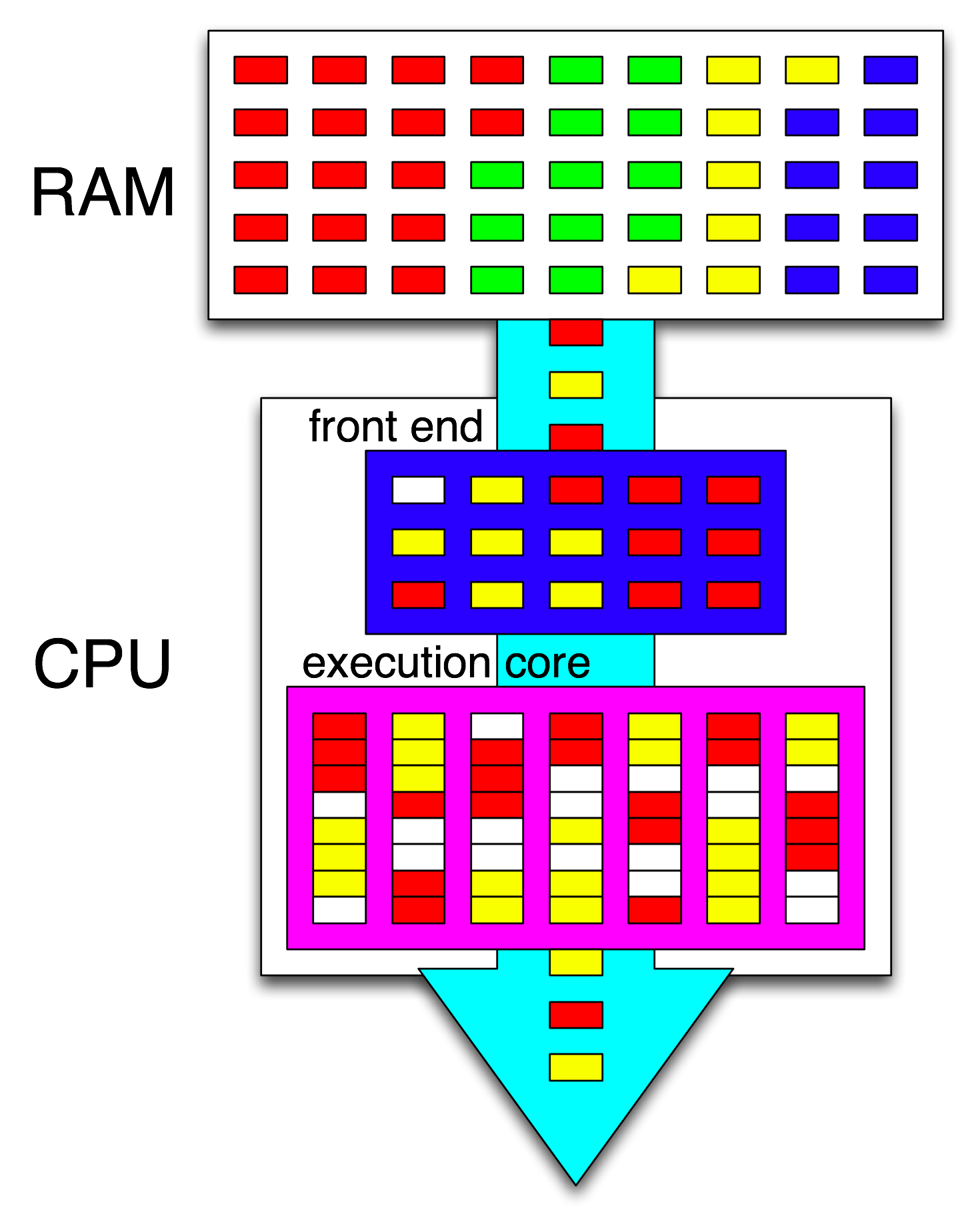
Hyper-threaded CPU

Аббревиатура технологии «hyper-threading» («HT») на логотипе процессора Pentium 4

Гиперпоточность (официальное название — Hyper-Threading Technology, HTT или HT) — технология, разработанная компанией Intel для повышения производительности процессоров собственного производства. Стала исторически первой полноценной реализацией концепции одновременной многопоточности (англ. simultaneous multithreading, SMT), созданной в развитие технологии суперпоточности (англ. super-threading, реализовывавшей временную многопоточность). После включения гиперпоточности одно физическое процессорное ядро определяется операционной системой как два отдельных логических ядра.
При определённых рабочих нагрузках использование гиперпоточности позволяет увеличить производительность процессора. Суть технологии: передача «полезной работы» (англ. useful work) бездействующим исполнительным устройствам (англ. execution units).
Изначально технология была реализована в одноядерных серверных процессорах Xeon (февраль 2002 года) и одноядерных настольных процессорах Pentium 4 (ноябрь 2002 года). В первых многоядерных процессорах Intel, в том числе сериях Core 2 (Core 2 Duo, Core 2 Quad), технология реализована не была. В 2008 году поддержка гиперпоточности добавлена и в многоядерные процессоры (в линейке Core i7 на архитектуре Nehalem). Впоследствии поддержка технологии появилась в процессорах серии Itanium, Atom и всех сериях Xeon.

## Принцип работы
Процессорное ядро, поддерживающее технологию гиперпоточности, может хранить состояние сразу двух потоков выполнения, содержит по одному набору регистров и по одному контроллеру прерываний (APIC) на каждое логическое ядро. Для операционной системы это выглядит как наличие двух логических ядер. У каждого логического ядра имеется свой набор регистров и контроллер прерываний (APIC). Остальные элементы физического ядра являются общими для всех логических ядер.
Например, когда физическое ядро выполняет поток команд первого логического ядра, то выполнение потока команд приостанавливается по одной из следующих причин:
- произошёл промах при обращении к кэшу процессора;
- выполнено неверное предсказание ветвления;
- ожидается результат предыдущей инструкции.

Физическое ядро не будет бездействовать, а передаст управление потоку команд второго логического ядра. Таким образом, пока одно логическое ядро ожидает, например, данные из памяти, вычислительные ресурсы физического ядра будут использоваться вторым логическим ядром.

## Производительность
Преимуществами технологии считаются:
- возможность запуска нескольких потоков одновременно (многопоточный код);
- уменьшение времени отклика;
- увеличение числа пользователей, обслуживаемых сервером.

По утверждениям Intel, после реализации гиперпоточности в Pentium 4 и Xeon 2001—2002 года:
- площадь кристалла и энергопотребление в первой реализации увеличились менее чем на 5 %[5][6];
- в некоторых задачах производительность увеличилась на 15—30 %[7][6]
- прибавка к скорости составила 30 %[8] по сравнению с аналогичными процессорами Pentium 4, не поддерживающими гиперпоточность;

Прибавка к производительности изменяется от приложения к приложению. Скорость выполнения некоторых программ может даже уменьшиться. Это, в первую очередь, связано с «системой повторения» (англ. replay) процессоров Pentium 4, занимающей необходимые вычислительные ресурсы, отчего и начинают «голодать» другие потоки.